# Самописець

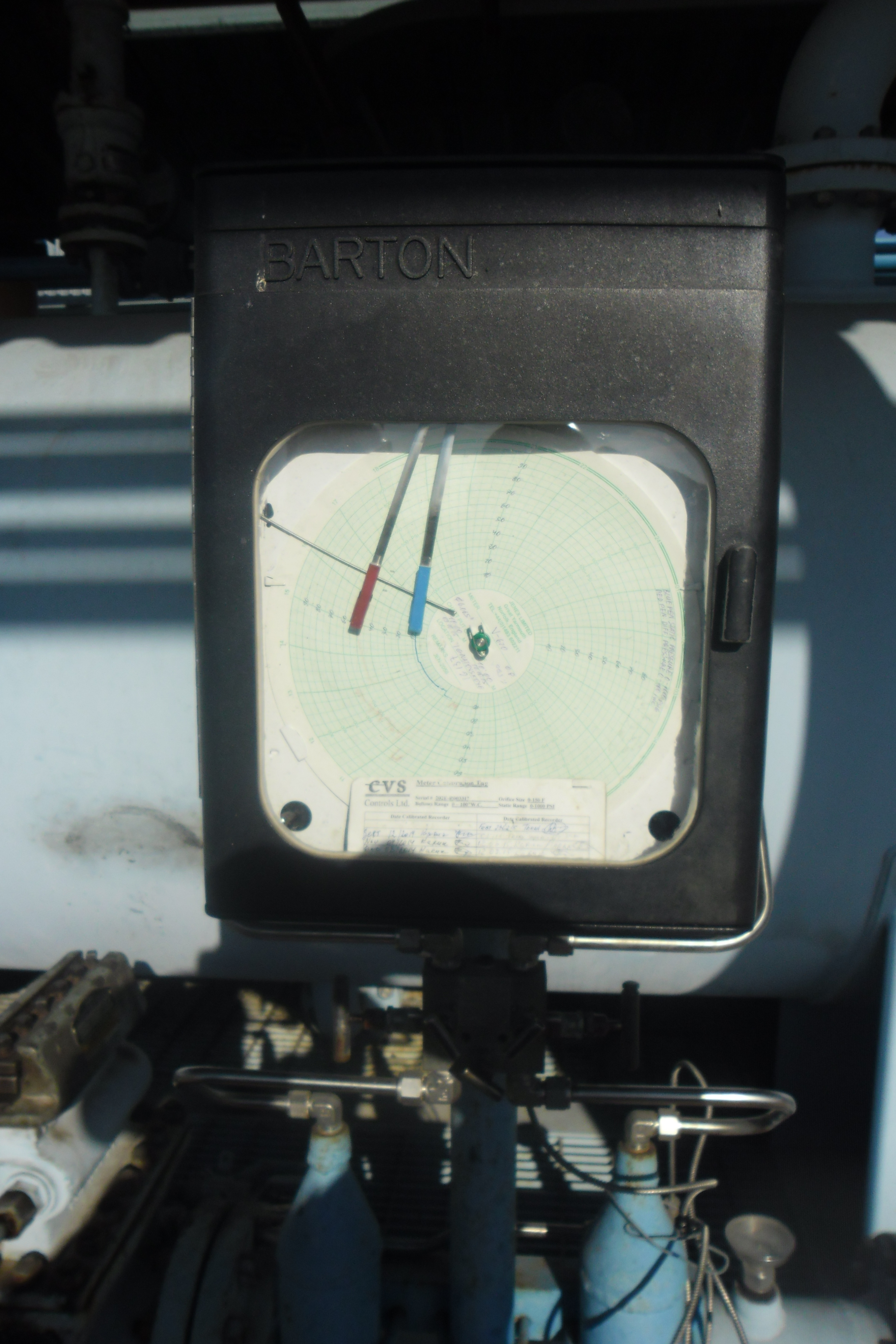
Самописець

Самописець — вимірювальний прилад, що наносить барвником або будь-яким іншим способом на рухому стрічку або обертовий валик значення того чи іншого вимірюваного параметра, документуючи таким чином залежність цього параметра від часу. У більш загальному сенсі самописами називають будь-які прилади, що реєструють часову розгортку значень тієї чи іншої величини на тому чи іншому аналоговому або цифровому носії (наприклад, бортові самописці).
До різновидів самописців відносяться:
- Бортовий самописець — пристрій, в основному використовується в авіації для запису основних параметрів польоту, внутрішніх показників систем літального апарата, переговорів екіпажу тощо. Інформація з бортових самописців зазвичай використовується для з'ясування причин льотних пригод.
- Сейсмограф — спеціальний вимірювальний прилад, який використовується в сейсмології для виявлення і реєстрації всіх типів сейсмічних хвиль.
- Електрокардіограф — прилад для реєстрації та дослідження електричних полів, що утворюються при роботі серця.
- Електроенцефалограф — медичний електровимірювальний прилад для електроенцефалографії, за допомогою якого вимірюють і реєструють різницю потенціалів між точками головного мозку, що розташовуються в глибині або на його поверхні, і записують електроенцефалограму.
- Мареограф — прилад для вимірювання і безперервної автоматичної реєстрації коливань рівня моря.

## Інтернет-ресурси
- https://commons.wikimedia.org/wiki/Chart_recorder